# Ácido 3-hidroxifenilglicólico
Ácido 3-hidroxifenilglicólico ou ácido 2-hidroxi-2-(3-hidroxifenil)acético é o composto orgânico de fórmula C8H8O4, SMILES OC(C(=O)O)c1cccc(O)c1, possuindo massa molecular 168,1467 , classificado com o número CAS 17119-15-2, EINECS 241-182-3. Apresenta densidade de 1,48g/cm3, ponto de fusão de 128-130°C, ponto de ebulição 424,3°C a 760 mmHg e ponto de fulgor de 224,5°C.